# Диплококки

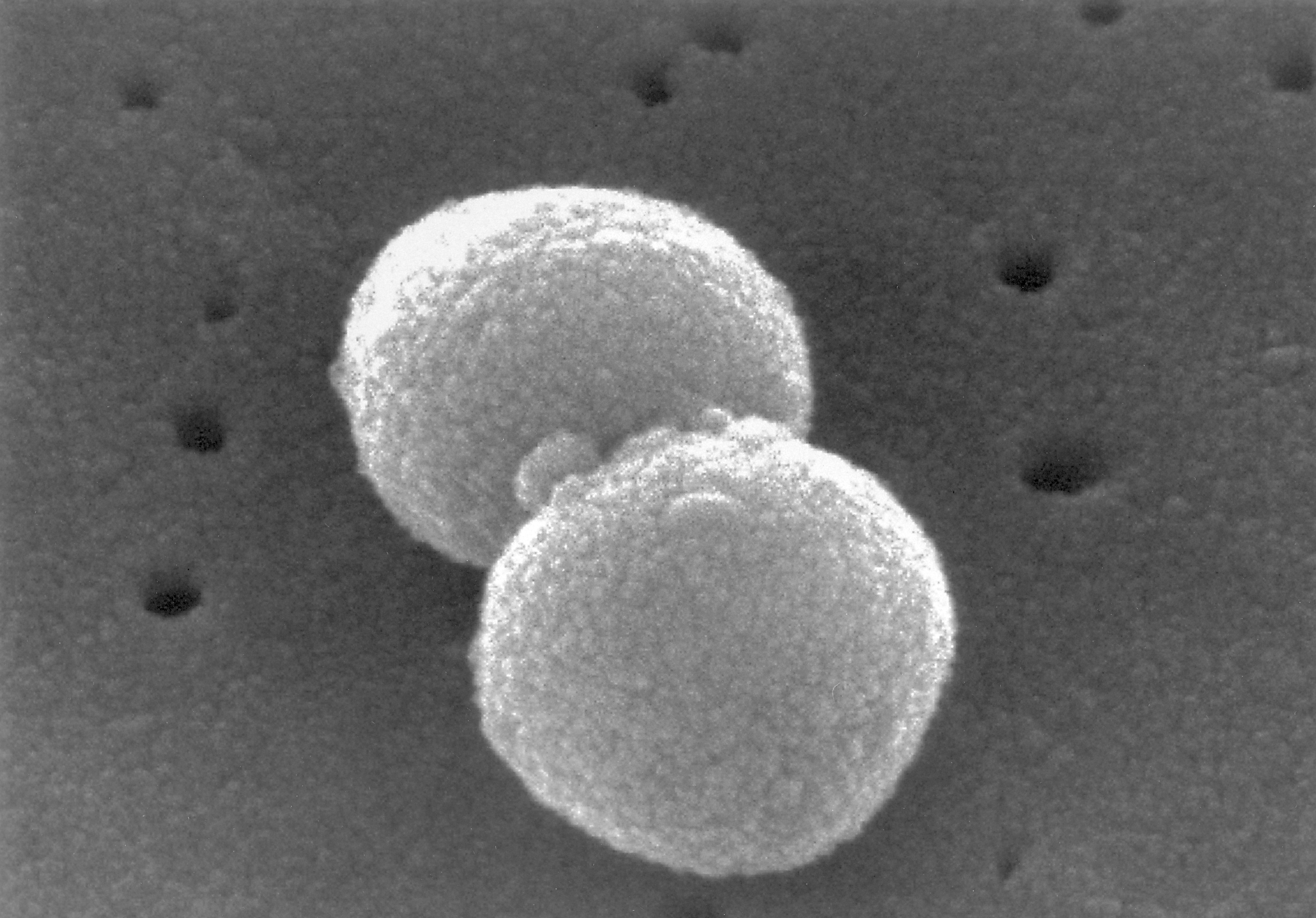
Streptococcus pneumoniae

Диплоко́кки (лат. Diplococcus) — округлые бактерии (кокки), обычно встречающиеся парами. Иногда (в организме) они бывают окружены капсулой. Примерами диплококков могут служить грамотрицательные бактерии рода Neisseria: менингококк, гонококк, а также пневмококк.
Ранее выделялся особый род бактерий Diplococcus, но в настоящее время такое выделение не признаётся.